# Майк Вільямсон (футболіст)
Майк Вільямсон (англ. Mike Williamson; нар. 8 листопада 1983, Сток-он-Трент) — англійський футболіст, захисник. Тренер клубу «Гейтсхед».

## Ігрова кар'єра
Народився 8 листопада 1983 року в місті Сток-он-Трент. Вихованець футбольної школи клубу «Торкі Юнайтед». Дорослу футбольну кар'єру розпочав 2001 року в основній команді того ж клубу, в якій провів 5 матчів чемпіонату. 
Своєю грою за цю команду привернув увагу представників тренерського штабу клубу «Саутгемптон», до складу якого приєднався 2001 року. Пробитися до основної команди клубу з Саутгемптона гравцеві не вдалося.
З 2003 по 2005 рік грав на умовах оренди у складі команд клубів «Торкі Юнайтед», «Донкастер Роверз» та «Вікомб Вондерерз».
2005 року уклав з «Вікомб Вондерерз» повноцінний контракт, на умовах якого провів у складі його команди ще чотири сезони. Більшість часу, проведеного у складі «Вікомба», був основним гравцем захисту команди.
Протягом 2009—2010 років захищав кольори клубів «Вотфорд» та «Портсмут».
До складу клубу «Ньюкасл Юнайтед» приєднався 2010 року. Наразі встиг відіграти за команду з Ньюкасла 150 матчів в національному чемпіонаті.
З 2015 по 2017 роки захищав кольори клубу «Вулвергемптон Вондерерз».
26 липня 2017 Майк уклав однорічну угоду з клубом «Оксфорд Юнайтед». У складі останнього відіграв лише 14 матчів.
У серпні 2018 року Вільямсон підписав однорічний контракт з «Гейтсхед».
14 січня 2019 року Майк став граючим тренером клубу «Гейтсхед». 11 червня 2019 року Вільямсон став головним тренером команди.